# 普羅夫迪夫區域史博物館

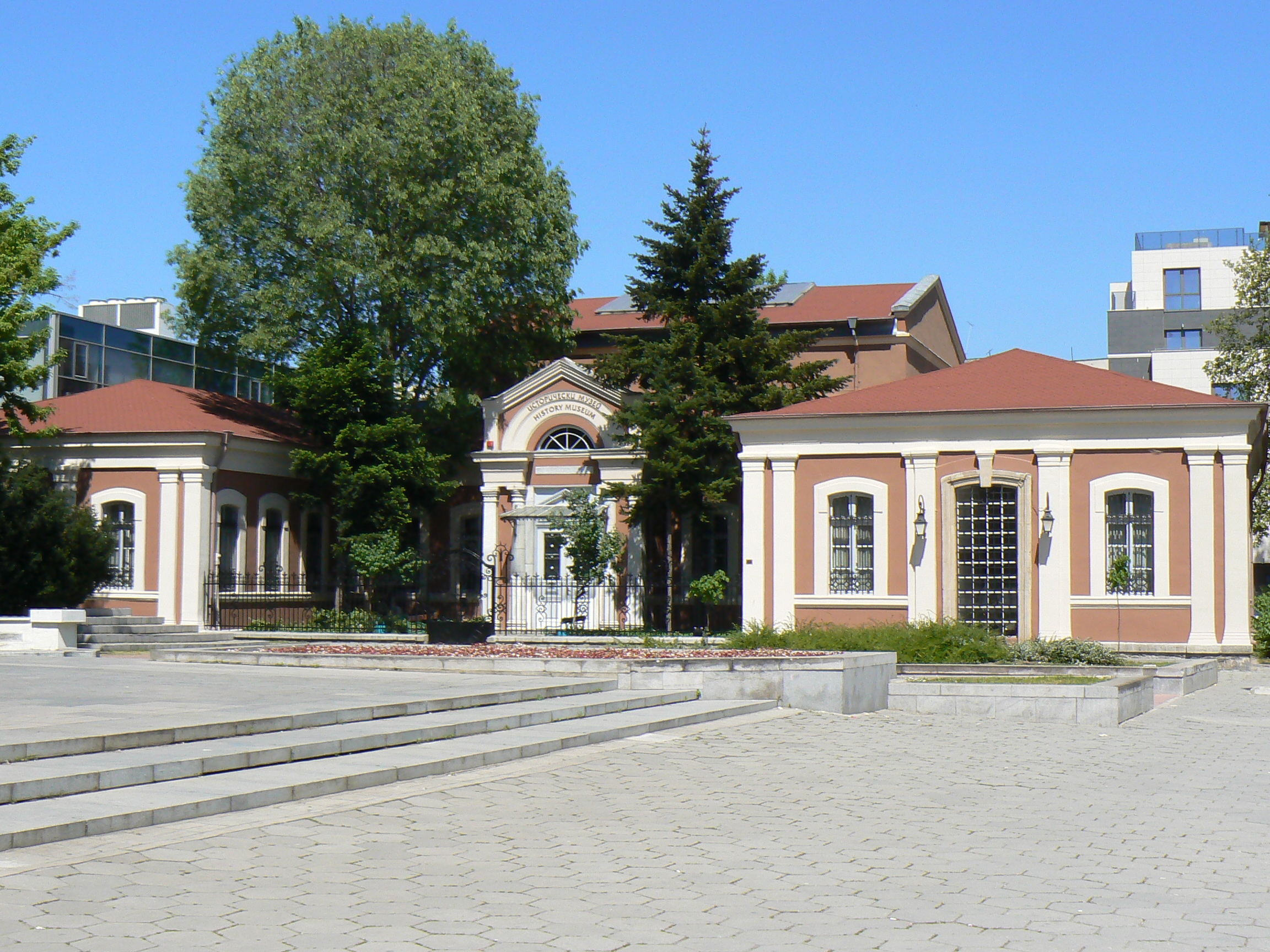

普羅夫迪夫區域史博物館是位於保加利亞城市普羅夫迪夫的一座歷史博物館。

## 历史
博物館成立於1951年，展示普羅夫迪夫地區自15世紀至今的歷史。

## 外部連結
- Official website （页面存档备份，存于）

42°8′59″N 24°45′16″E / 42.14972°N 24.75444°E